# Siedmiu krasnoludków ratuje Śpiącą Królewnę
Siedmiu krasnoludków ratuje Śpiącą Królewnę (org. Der 7bte Zwerg) – niemiecki film animowany, będący kontynuacją filmów aktorskich 7 krasnoludków: Historia prawdziwa i 7 krasnoludków: Las to za mało – historia jeszcze prawdziwsza.

## Opis
Bobo jest uważany za największego fajtłapę w gronie krasnoludków. Pewnego dnia przez przypadek kłuje księżniczkę Różę i sprawia, że ta zapada w trwający sto lat sen, a wraz z nią całe królestwo. Zły czar może zdjąć jedynie pocałunek kochanka. Krasnoludki wiedzą, że Róża jest zakochana w Jasiu, pracującym jako pomoc kuchenna. Problem w tym, że przebywa on w niewoli smoka Palnika, będącego na usługach złej czarownicy. Tej samej, która rzuciła zaklęcie na Różę. Bobo wraz z sześcioma pobratymcami, m.in. Śmieszkiem i Krzepkiem, wyrusza do siedziby wiedźmy, by uwolnić kuchcika. Czeka ich długa i pełna niebezpieczeństw podróż.

## Obsada
- Otto Waalkes
- Nina Hagen
- Mirco Nontschew
- Ralf Schmitz
- Boris Aljinovic

## Wersja polska
Opracowanie: Studio PRL na zlecenie Kino Świat

Reżyseria: Dariusz Błażejewski

Dialogi: Kuba Wecsile

Współpraca przy dialogach oraz teksty piosenek: Bartek Fukiet

Nagranie i montaż dialogów: Kamil Sołdacki

Zgranie dźwięku 5.1: Aleksander Cherczyński, Kamil Sołdacki – Studio PRL

Kierownictwo produkcji: Maciej Jastrzębski

W wersji polskiej wystąpili:
- Antoni Królikowski – Bobo
- Czesław Mozil – Śmieszek
- Wojciech Mann – Pichcik
- Jarosław Boberek – Chyży
- Tomasz Majewski – Krzepek
- Łukasz Nowicki – Chwatek
- Tomasz Borkowski – Smętek
- Krzysztof Kowalewski – Palnik
- Anna Cieślak – Śpiąca Królewna (Róża)
- Kamil Kula – Jaś
- Sonia Bohosiewicz – Voldemorta
- Aleksander Milwiw-Baron – Herman
- Tomasz Lach – Sherman
- Agata Młynarska – Czerwony Kapturek
- Maciej Kurzajewski – Wilk
- Julia Kuczyńska – Śnieżka

i inni.
Piosenki pod kierownictwem muzycznym Andrzeja Żarneckiego wykonali: Sonia Bohosiewicz, Kamil Kula, Baron, Tomson, Antoni Królikowski, Czesław Mozil, Wojciech Mann, Jarosław Boberek, Tomasz Majewski, Łukasz Nowicki, Tomasz Borkowski i Krzysztof Kowalewski, oraz: Justyna Kuśmierczyk, Adam Krylik, Jerzy Pieniążek, Michał Mielczarek, Ania Świątczak
Lektor: Tomasz Kozłowicz